# Timoradza
Timoradza é um município da Eslováquia, situado no distrito de Bánovce nad Bebravou, na região de Trenčín. Tem 10,49 km² de área e sua população em 2018 foi estimada em 503 habitantes.

## Demografia
| Ano:        | 1994 | 2004   | 2014   | 2024   |
| ----------- | ---- | ------ | ------ | ------ |
| Broj ljudi: | 523  | 507    | 529    | 481    |
| Razlika:    |      | -3,05% | +4,33% | -9,07% |

| Ano:               | 2023 | 2024   |
| ------------------ | ---- | ------ |
| Número de pessoas: | 483  | 481    |
| Diferença:         |      | -0,41% |